# روجر كرايغ (مدرب كرة القاعدة)
روجر كرايغ (بالإنجليزية: Roger Craig)‏ هو مدرب كرة القاعدة ‏ أمريكي، ولد في 17 فبراير 1930 في درم في الولايات المتحدة.

## وصلات خارجية
- روجر كرايغ على موقع دوري كرة القاعدة الرئيسي (الإنجليزية)
- روجر كرايغ على موقعبيزبول رفرنس.كوم (الدوري الرئيسي) (الإنجليزية)
- روجر كرايغ على موقعبيزبول رفرنس.كوم (الدوري الثانوي) (الإنجليزية)
- روجر كرايغ على موقع إي إس بي إن.كوم (أم.أل.بي) (الإنجليزية)
- روجر كرايغ على موقع مشجعي الرسوم البيانية (الإنجليزية)
- روجر كرايغ على موقع قاعة كارولاينا الشمالية للمشاهير الرياضية (الإنجليزية)